# اچ‌ام‌ای‌اس نپال (جی۲۵)
اچ‌ام‌ای‌اس نپال (جی۲۵) (به انگلیسی: HMAS Nepal (G25)) یک کشتی بود که طول آن ۳۵۶ فوت ۶ اینچ (۱۰۸٫۶۶ متر) بود. این کشتی در سال ۱۹۴۱ ساخته شد.